# Drammen (Wisconsin)
Drammen è un comune degli Stati Uniti, situato in Wisconsin, nella Contea di Eau Claire.